# Corporación Chipriota de Radiodifusión
Corporación Chipriota de Radiodifusión (RIK, en griego, PIK - Ραδιοφωνικό Ίδρυμα Κύπρου Radiofonikó Ídryma Kýprou) es la empresa de radiodifusión pública de Chipre. 
La corporación es una organización sin ánimo de lucro cuyos objetivos son ofrecer información y entretenimiento a todos los habitantes de la isla de Chipre. Aunque la mayoría de sus espacios son en idioma griego, también presta servicio en turco e inglés. Actualmente gestiona cuatro emisoras de radio y cuatro canales de televisión, uno de ellos internacional.
La PIK es miembro activo de la Unión Europea de Radiodifusión desde 1968.

## Historia
La radiodifusión pública chipriota comenzó sus emisiones de radio el 4 de octubre de 1953 con boletines informativos en griego, turco e inglés para los habitantes de la isla, por aquel entonces un dominio británico. Cuatro años después, el 1 de octubre de 1957, se puso en marcha un canal de televisión desde Nicosia. Estos medios de comunicación fueron un servicio dependiente del gobierno colonial hasta el 1 de enero de 1959, cuando se transfirió el control a una nueva empresa pública, la Corporación Chipriota de Radiodifusión, con un modelo basado en el de la BBC británica.
En sus primeros años la corporación estuvo administrada conjuntamente entre grecochipriotas y turcos, pero los episodios de violencia intercomunitaria de 1963 motivaron que la comunidad turca creara la radiodifusora pública Bayrak (BRT). Desde 1974, Chipre se encuentra dividida en dos gobiernos que reclaman el control completo de la isla: la República de Chipre, de mayoría griega e internacionalmente reconocida, y la República Turca del Norte de Chipre, un estado de facto que controla el tercio norte después de la Operación Atila.
La CyBC forma parte de la República de Chipre y la mayoría de su programación es en idioma griego, aunque también ofrece espacios en turco e inglés. Mantiene un acuerdo de colaboración con la Ellinikí Radiofonía Tileórasi (ERT) de Grecia para el intercambio de programas.
En el 2000 se cambió el sistema de financiación de la CyBC para que pudiera financiarse con aportaciones directas del estado, en lugar del impuesto indirecto sobre el recibo de la luz que percibía anteriormente.

## Servicios

### Radio
- RIK 1 Proto: Emisora de radio con una programación informativa y de servicio público.

- RIK 2 Deftero: Emisora dedicada a las minorías lingüísticas de la República de Chipre. La franja matinal y vespertina está ocupada por programas en idioma turco dirigidos a la comunidad turcochipriota, incluyendo a los habitantes de la República Turca del Norte, mientras que la franja nocturna es en inglés. También hay espacios informativos para la minoría armenia.

- RIK 3 Trito: Emisora con música y boletines informativos.

- RIK 4 Classic: Emisora de música clásica y jazz.

### Televisión
| Logo | Canal   | Información |
| ---- | ------- | --- |
|      | RIK1    | Primera cadena. Su programación es generalista e incluye informativos, producción propia, eventos especiales y espacios culturales. |
|      | RIK2    | Segunda cadena, especializada en entretenimiento y series extranjeras. También emite los informativos de Euronews.                  |
|      | RIK HD  | Señal en alta definición. |
|      | RIK SAT | Señal internacional de la corporación.                                                                                              |